# Донте Дивинченцо
Донте Дивинченцо (енгл. Donte DiVincenzo; Њуарк, Делавер, 31. јануар 1997) амерички је кошаркаш италијанског порекла  . Игра на позицији бека, а тренутно наступа за Минесота тимбервулвсе.

## Каријера

### Колеџ
Дивинченцо је од 2015. до 2018. године похађао Универзитет Виланова. За Виланова вајлдкетсе уписао је укупно 85 наступа, а просечно је по утакмици постизао 10,2 поена, хватао 4 скока и прослеђивао 2,4 асистенције. У сезони 2015/16. је због повреде стопала одиграо само првих осам утакмица. Ипак, Виланова је и без његове помоћи у наставку те сезоне освојила NCAA титулу. У сезони 2017/18. Виланова је поново стигла до NCAA титуле, а Дивинченцо је био најбољи играч свог тима у великом финалу против Мичиген волверинса. Он је на тој утакмици у игру ушао као резервиста, а забележио је 31 поен, 5 скокова, 3 асистенције и 2 блокаде. Проглашен је за играча који се највише истакао на NCAA фајнал фору 2018. године. У сезони 2017/18. такође је изабран и за најбољег шестог играча у оквирима Биг Ист конференције.

### Милвоки бакси (2018—)
На НБА драфту 2018. године Дивинченца су изабрали Милвоки бакси као 17. пика. Дана 10. јула 2018. године Бакси су и потписали уговор с њим.

## Успеси

### Клупски
- Милвоки бакси:
  - НБА (1): 2020/21.